# Coregonus chadary
 Coregonus chadary és una espècie de peix de la família dels salmònids i de l'ordre dels salmoniformes.

## Morfologia
Els mascles poden assolir els 60 cm de llargària total.

## Distribució geogràfica
Es troba a Rússia.